# Registry of Research Data Repositories
Het Registry of Research Data Repositories (re3data.org) levert een doorzoekbare verzameling van online digital academic repositories.
Er zijn meer dan 1.500 databewaarplaatsen geregistreerd sinds de oprichting in 2012.

## Betrokken organisaties
- Berlin School of Library and Information Science (Humboldtuniversiteit te Berlijn)
- GFZ German Research Centre for Geosciences
- Karlsruhe Institute of Technology (KIT) Library
- Purdue University Libraries

## Afbeeldingen

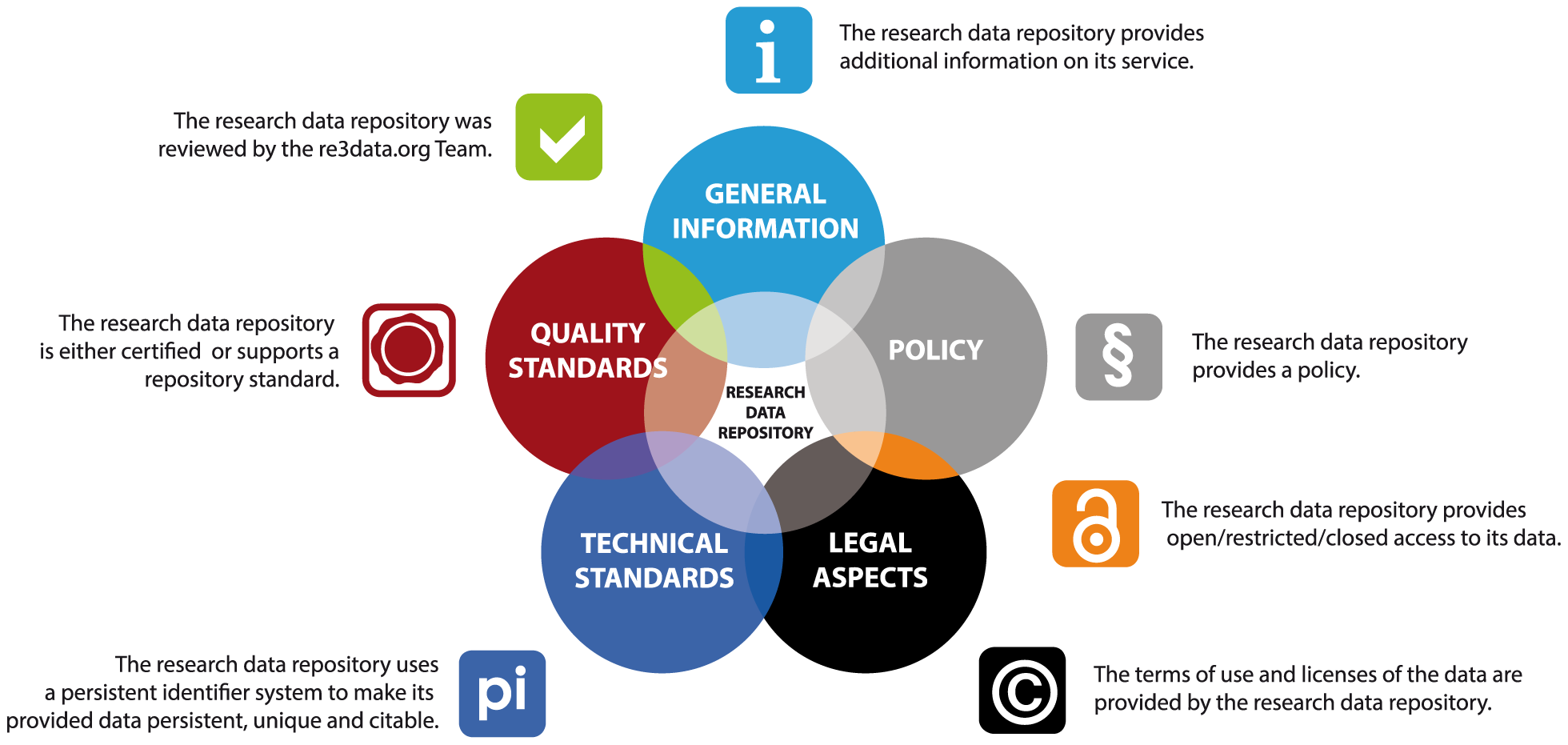
Aspecten van Research Data Repository met de bijhorende iconen van re3data.org